# William Taillefer I
Guillermo "Taillefer" I (m. en agosto de 962) también conocido como Guillermo II de Angulema  fue conde de Angulema del 926 al 945. Era hijo de Alduin I.
Según una fuente, su apellido, o sobrenombre, fue adquirido "...por la forma en la que cortó la mano a un rey normando del mar a través de su cota de malla". Este rey se suele identificar como Storis. El nombre Taillefer fue utilizado por los miembros posteriores de esta familia, especialmente por los condes de Angulema. 
Guillermo no estaba casado, pero tuvo al menos uno, y posiblemente dos, hijos ilegítimos que más tarde reclamarían el título condal.
- Ademar II (posiblemente gobernó como conde desde después de 945 hasta antes de 952)[4]
- Arnold II "Manzer" (conde de 975 a 988)[5]